# كأس صربيا 2002–03
كأس صربيا 2002–03 هو الموسم 12 من كأس صربيا ‏. أقيم خلال الفترة 10 سبتمبر 2002 وحتى 29 مايو 2003، وأشرف على تنظيمه اتحاد صربيا لكرة القدم، وكان عدد الأندية المشاركة فيه 32، وفاز فيه نادي سميديريفو ‏.